# Flash Element Tower Defense
Flash Element Tower Defense o Flash Element TD è un videogioco per browser di tipo tower defense basato sulla piattaforma Adobe Flash; il gioco venne creato da David Scott nel 2006 e lanciato nel gennaio del 2007.

## Sviluppo
L'idea per il gioco Flash Element TD nacque nel 2006 per mano di David Scott, egli si accorse che all'epoca nei siti web di gioco non esistevano ancora videogiochi del tipo tower defense che facessero uso della piattaforma Flash, perciò lo sviluppo di questo nuovo videogioco secondo David doveva apparire come un semplice prototipo per dimostrare al pubblico e se stesso che era fattibile pubblicare via web questa tipologia di videogiochi.

## Modalità di gioco
Il nome del gioco prende spunto dalla mappa denominata: "Element TD" presente nel gioco di strategia in tempo reale di Warcraft III, al contrario del gioco "ufficiale" di casa Blitzard la versione creata da David Scott era realizzata con una grafica molto più elementare e bidimensionale, questo compromesso era dovuto al fatto che, questo gioco doveva essere supportato da un solo browser.
Originariamente, il gioco è stato pubblicizzato presso il servizio web di StumbleUpon, in seguito fu distribuito anche in altri siti di giochi Flash, Quattro anni dopo, il gioco è stato rintracciato su 25.950 siti e ha ottenuto oltre 183 milioni di visualizzazioni.

## Aggiornamenti
Dopo il rilascio della prima versione avvenuta il 12 gennaio del 2007, successivamente furono pubblicate nuove versioni e aggiornamenti, fino al 22 gennaio quando usci l'ultima versione, da allora Flash Element TD non ricevette più aggiornamenti e circa due anni dopo nel 2009 la sua popolarità crebbe in maniera esponenziale.
Nel dicembre del 2007, David Scott e Paul Preece (già noto al pubblico per aver creato il gioco di Desktop Tower Defense) crearono nel sito di Casual Collective la versione del sopracitato videogioco che comprendesse anche la funzione di multigiocatore; Il 12 gennaio 2008, dopo un anno dalla sua uscita, fu rilasciata la seconda versione.